# Kavarna
Kavarna (in bulgaro Каварна?) è un comune bulgaro situato nel distretto di Dobrič di 17 558 abitanti (dati 2009).

## Località
Il comune è formato dall'insieme delle seguenti località:
- Kavarna (sede comunale)
- Belgun
- Bilo
- Božurec
- Bălgarevo
- Čelopečene
- Hadži Dimităr
- Ireček
- Kamen Brjag
- Krupen
- Mogilište
- Nejkovo
- Poručik Čunčevo
- Rakovski
- Selce
- Septemvrijci
- Sveti Nikola
- Topola
- Travnik
- Vidno
- Vranino